# In hoc signo vinces
«In hoc signo vinces», «сим побіди́ш» (староцерк.-слов. Си́мъ побѣди́ши) — слова, які були написані на хресті, що з'явився на небі римському імператору Константину I Великому під час походу на Рим, 28 жовтня 312 року н. е. перед битвою з Максенцієм, так званою битвою біля Мульвієвого мосту. Євсевій Кесарійський повідомляє про те, що Констянтин наказав зразу ж використовувати лабарум (військовий штандарт) із хризмою.
Згідно з іншим переказом, цю сентенцію почув Хлодвіг напередодні битви при Толбіаку: спочатку йому під час сну явився хрест, а тоді уві сні чийсь голос промовив: «In hoc signo vinces».
На гербі уряду Російської держави напис «„Симъ побѣдиши“» на блакитній андріївській стрічці вінчав весь державний символ і відсилав до видіння перед битвою символу Хреста з цими словами імператору Костянтину.
У наш час сентенція є девізом на гербі мальтійського міста Біркіркари, девізом американського відділення ордену тамплієрів, низки масонських і євангелістських організацій і відзнак.
Цей вираз також використовується для надпису на упаковках сигарет «Pall Mall».